# Кинел
Кинел (на руски: Кинель) е град в Самарска област, Русия. Населението му към 1 януари 2018 година е 35 675 души.